# Ford Evos
La Ford Evos est un crossover du constructeur automobile américain Ford présenté en 2021.

## Histoire
Développé en grande partie par une équipe de Ford basée en Chine, l'Evos a été décrit comme un mélange entre un crossover et une berline fastback ou un break en raison de sa faible proportion,,.
L'Evos comprend également le BlueCruise, la nouvelle technologie d'aide à la conduite de niveau 2 de Ford. D'autres fonctionnalités intéressantes incluent un mode « copilote » qui permet au passager avant de prendre en charge la moitié de l'énorme écran et de transmettre des informations pertinentes au conducteur,.
Les journalistes ont largement spéculé que l'Evos serait un successeur de la Ford Fusion/Ford Mondeo pour l'Amérique du Nord et l'Europe en raison de la baisse de popularité des berlines et des breaks,,. Cependant, ces spéculations ont été contrées par un dirigeant de Ford qui a déclaré que l'Evos est uniquement destiné aux clients de Chine uniquement.

## Présentation
Le concept car Ford Evos est présenté au salon de l'automobile de Shanghai 2021. Il préfigure un crossover 5-portes nommé Evos pour remplacer la berline Ford Mondeo en 2022.
La ligne générale de l'Evos 2021 se rapproche de la Mustang Mach-E, alors que déjà en 2011 le premier concept Evos annonçait la face avant de la nouvelle Mustang.

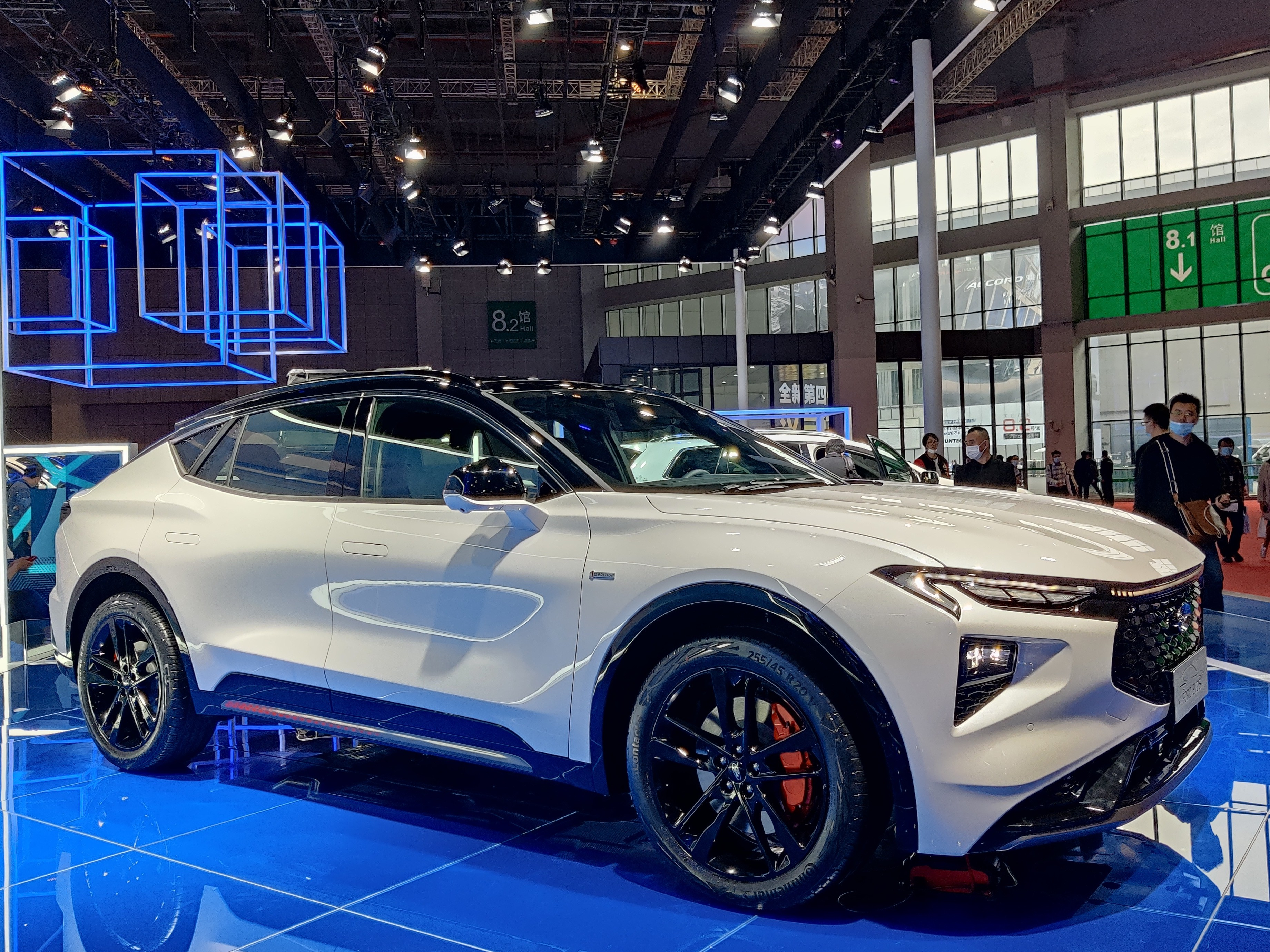
Ford Evos
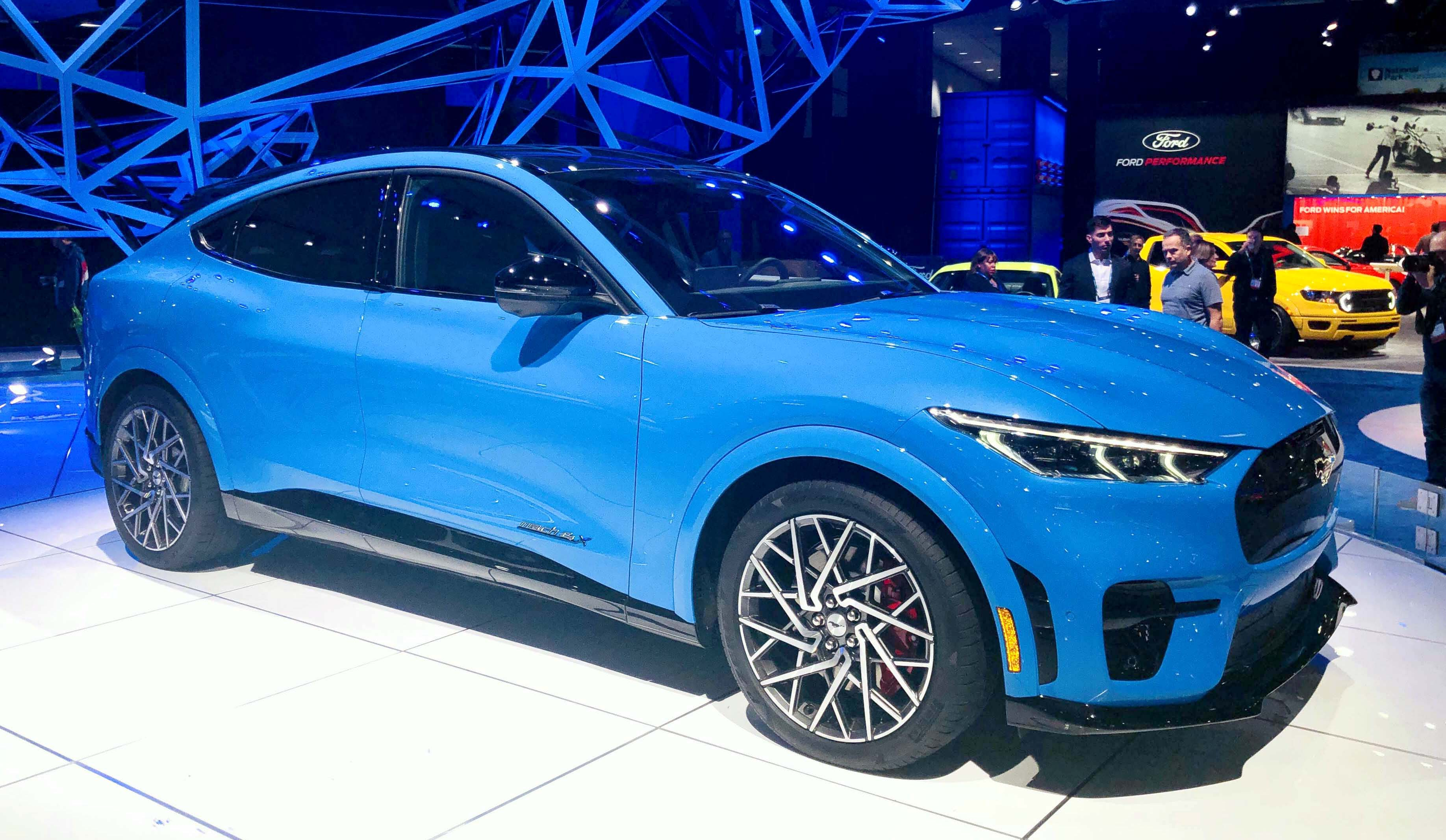
Ford Mustang Mach-E
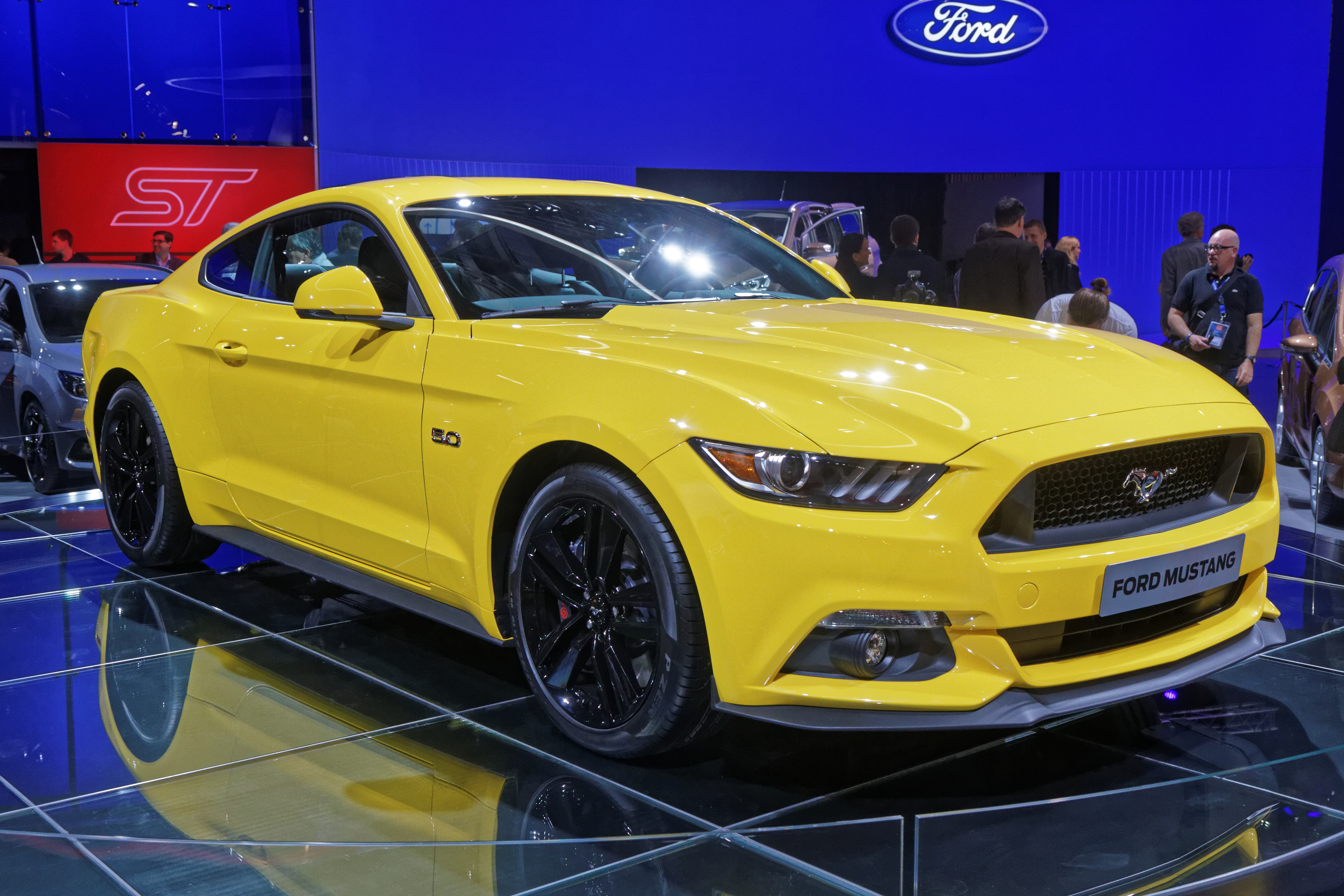
Ford Mustang

## Caractéristiques techniques
L'Evos concept est doté d'une planche de bord numérique composé d'une dalle de 1,1 m associant un écran pour l'instrumentation de 12,3 pouces et un écran pour l'info-divertissement horizontal de 27 pouces.